# Claude Marquis
Claude Marquis (Cayenne, Guayana Francesa; 28 de enero de 1980 - Montpellier, Francia; 25 de agosto de 2024) fue un baloncestista francés nacido en la Guayana Francesa que jugó en la posición de pívot.

## Carrera

### Equipos
| Periodo   | Equipo                        |
| --------- | ----------------------------- |
| 1995-2006 | Cholet Basket                 |
| 2006-2007 | Strasbourg IG                 |
| 2007-2011 | Cholet Basket                 |
| 2009-2010 | → Juvecaserta Basket (cedido) |
| 2011      | Rah Tarabari Qom              |
| 2011-2012 | Pau-Lacq-Orthez               |
| 2012-2013 | SLUC Nancy                    |
| 2013-2014 | Cholet Basket                 |
| 2015-2016 | ESSM Le Portel                |

### Selección nacional
Formó parte de las selecciones nacionales de Francia desde la categoría sub-18 donde jugó los campeonatos europeos de la categoría. Debutó con Francia el 6 de agosto de 2004 y jugó 36 partidos internacionales donde anotó 198 puntos.

## Logros

### Club
- Leaders Cup (1): 2008

### Individual
- Segundo mejor jugador del Campeonato de Francia en 2005.
- Dos selecciones al Juego de las Estrellas de Francia en 2004 y 2005.
- Puesto 48 histórico entre los máximos reboteadores en la historia de la Liga francesa (1123 rebotes).